# 垣本竜哉
垣本 竜哉（かきもと たつや、1995年4月18日 - ）は、日本の元ラグビー選手。

## プロフィール
- 大阪府大阪市出身[1]。
- 現役時代のポジションはプロップ(PR)。
- 身長 178cm、体重 116kg
- U20日本代表に選ばれたことがある[2]。
- ジュニア・ジャパンに選ばれたことがある[3]。

## 略歴
2014年、大阪桐蔭高校卒業後、帝京大学に入る。なお大阪桐蔭高校時代、高校日本代表に選ばれたことがある。
2018年、帝京大学卒業後、トヨタ自動車ヴェルブリッツ(現・トヨタヴェルブリッツ)に加入。同年9月1日に行われたジャパンラグビートップリーグ第1節のサントリーサンゴリアス戦にて途中出場で公式戦初出場を果たす。
2022年、現役を引退した。